# Galizzi (famiglia)
I Galizzi sono stati un'importante famiglia bergamasca di pittori e ingegneri che lavorò in ambito artistico sul territorio di Bergamo principalmente per la realizzazione di dipinti e di edifici di culto dalla seconda metà del XIX secolo agli anni '60 del XX secolo.

## Biografia
I Galizzi lavorarono per tre generazioni sul territorio bergamasco:

### Luigi Galizzi
Luigi, capostipite della famiglia di pittori, era figlio di Giovanni Battista e Santa Colleoni. Nato a Ponte San Pietro il 31 dicembre 1838, entrò nella scuola dell'Accademia Carrara nel 1859, vincendo il concorso di ammissione, e vi rimase fino al 1871. Numerosi furono i riconoscimenti che ottenne durante gli anni di studio. Sposò Selene Scuri, figlia del suo maestro di pittura anche lei pittrice, dalla quale ebbe sei figli di cui tre proseguirono l'attività paterna. Molti furono i suoi lavori di affrescatura presso le chiese della bergamasca. L'artista morì nella città orobica il 29 marzo 1902.

### Carlo Galizzi
Carlo fu il figlio primogenito figlio di Luigi. Nato a Bergamo nel 1873, non seguì da subito le orme paterne, studiando da medico e dedicandosi principalmente alla botanica: suo è lo studio delle piante poste sul viale delle Rimembranze cittadine. Realizzò alcune incisioni e fece parte della società degli acqueforti di Bergamo.

### Camillo Galizzi
Camillo nacque il 23 giugno 1880, studiò ingegneria a Torino dove sposò nel 1906 Angela Vigliani. Molte furono le sue collaborazioni con il padre e il fratello Giovanni Battista ma preferì realizzare progetti per nuovi edifici di culto. Morì a Bergamo il 24 marzo 1962.

### Giovanni Battista Galizzi
Giovanni Battista, o Giovan Battista, ereditò il nome dal nonno paterno, nacque a Bergamo il 17 maggio 1882 e già nel 1896 a quattordici anni, si iscrisse all'Accademia Carrara, sotto la direzione di Cesare Tallone, che venne sostituito da Ponziano Loverini e fu proprio questo ad ammettere il giovane al corso di scultura e di nudo nonché dei gessi, vincendo già nel 1903 il primo premio nella scuola del colorito. Nel 1913 sposò Camilla Ghirardelli, della quale fece il ritratto conservato in collezione privata d'impostazione simbolista. Moltissimi furono i suoi lavori realizzati su tutto il territorio bergamasco diventando sicuramente il più conosciuto della famiglia di artisti. Morì nella città orobica il 2 febbraio 1963. Si conserva un suo dipinto raffigurante san Zenone nella chiesa dedicata al santo di Cisano Bergamasco.